# Atentados de Páscoa no Sri Lanka
Em 21 de abril de 2019, domingo de Páscoa, ocorreu uma série de pelo menos 8 explosões em três igrejas cristãs e quatro hotéis em várias cidades do Sri Lanka, incluindo a capital comercial Colombo, Kochchikade e Katuwapitiya. Pelo menos 258 pessoas morreram, incluindo cidadãos estrangeiros, e foram contados mais de 500 feridos nos atentados. Os atentados às igrejas ocorreram durante a missa de Páscoa em Negombo, Batticaloa e Colombo, enquanto os três hotéis visados foram os hotéis Shangri-La, Cinnamon Grand e Kingsbury em Colombo.
De acordo com as  primeiras investigações, todos os bombistas suicidas envolvidos nos atentados eram cidadãos muçulmanos do Sri Lanka ligados ao grupo islâmico National Thowheeth Jama'ath, já conhecido por ataques anteriores contra budistas. Os interrogatórios a suspeitos e outros indícios apontam para o envolvimento de grande número de mulheres nos ataques, estando a ser considerada pelo governo a proibição de burcas e nicabes.
Em 23 de abril de 2019, o Daesh, como é conhecido o Estado Islâmico, grupo religioso-militante terrorista islâmico, assumiu a responsabilidade pelos atentados.
Em 21 de abril de 2024, uma petição assinada por 50 mil pessoas foi entregue ao cardeal Malcolm Ranjith solicitando a abertura do processo de beatificação e o reconhecimento do martírio de 171 católicos vítimas do massacre da Páscoa de 2019 nas igrejas de São Sebastião e Santo Antônio, em Colombo. A Arquidiocese de Colombo submeteu o pedido a Santa Sé.

## Vítimas
| Nacionalidade  | Mortos | Feridos |
| -------------- | ------ | ------- |
| Sri Lanka      | 212    | 500+    |
| Reino Unido    | 8      | 1+      |
| Índia          | 11     |         |
| Dinamarca      | 3      |         |
| China          | 1      | 4       |
| Suíça          | 2      |         |
| Turquia        | 2      |         |
| Austrália      | 2      | 2       |
| Portugal       | 1      |         |
| Países Baixos  | 3      |         |
| Bangladesh     | 1      | 1       |
| Japão          | 1      | 4       |
| Espanha        | 2      |         |
| Estados Unidos | 4      |         |
| Arábia Saudita | 2      |         |
| Total          | 258    | 500+    |

Estava entre os mortos três dos quatro filhos de Anders Holch Povlsen, CEO da empresa varejista de roupas dinamarquesa Bestseller.  Pelo menos 45 crianças morreram nos ataques, incluindo nove estrangeiras. No dia 23 de abril, foi realizado o primeiro funeral em massa.